# Линия Цуруми
Линия Цуруми (яп. 鶴見線 цуруми сэн) — железнодорожная линия японского железнодорожного оператора East Japan Railway Company в префектуре Канагава, протянувшаяся от станции Цуруми расположенной в городе Иокогама  до станции Огимати расположенной в городе Кавасаки. Протяженность основной линии составляет 7 километров, а два ответвления добавляют к общей протяженности линии ещё 2,7 километра. 
Japan Freight Railway Company (JR Freight) так же использует данную линию. Основным объектом грузовых перевозок является бензин, а также различные продукты химической промышленности для заводов расположенных по пути следования линии. Так же по линии перевозят авиационное топливо из хранилищ флота США около станции Андзэн через линию Мусасино на Авиабазу Ёкота на западе Токио.

## Станции
- Все станции расположены в префектуре Канагава.
- Все поезда останавливаются на всех станциях, за исключением составов от/до станции Окава, которые не останавливаются на станции Мусаси-Сираиси.

| Станция           | Японское название | Расстояние (км) | Расстояние (км) | Пересадки                                      |    | Расположение |
| Станция           | Японское название | Между станциями | От Цуруми       | Пересадки                                      |    | Расположение |
| ----------------- | ----------------- | --------------- | --------------- | ---------------------------------------------- | -- | ------------ |
| Основная линия    |                   |                 |                 |                                                |    |              |
| Цуруми            | 鶴見              | -               | 0.0             | Линия Кэйхин-Тохоку Линия Кэйкю (Кэйкю-Цуруми) | ∥  | Иокогама     |
| Кокудо            | 国道              | 0.9             | 0.9             |                                                | ∥  | Иокогама     |
| Цуруми-Оно        | 鶴見小野          | 0.6             | 1.5             |                                                | ∥  | Иокогама     |
| Бэнтэмбаси        | 弁天橋            | 0.9             | 2.4             |                                                | ∥  | Иокогама     |
| Асано             | 浅野              | 0.6             | 3.0             | Линия Цуруми (Ветка Уми-Сибаура)               | ∥  | Иокогама     |
| Андзэн            | 安善              | 0.5             | 3.5             | Линия Цуруми (Ветка Окава)                     | ∥  | Иокогама     |
| Мусаси-Сираиси    | 武蔵白石          | 0.6             | 4.1             |                                                | ∥  | Кавасаки     |
| Хама-Кавасаки     | 浜川崎            | 1.6             | 5.7             | Линия Намбу (ответвление)                      | ∨  | Кавасаки     |
| Сёва              | 昭和              | 0.7             | 6.4             |                                                | ｜ | Кавасаки     |
| Огимати           | 扇町              | 0.6             | 7.0             |                                                | ｜ | Кавасаки     |
| Ветка Уми-Сибаура |                   |                 |                 |                                                |    |              |
| Асано             | 浅野              | -               | 3.0             | Линия Цуруми (Основная)                        | ∥  | Иокогама     |
| Син-Сибаура       | 新芝浦            | 0.9             | 3.9             |                                                | ∨  | Иокогама     |
| Уми-Сибаура       | 海芝浦            | 0.8             | 4.7             |                                                | ｜ | Иокогама     |
| Ветка Окава       |                   |                 |                 |                                                |    |              |
| Андзэн            | 安善              | -               | 3.5             | Линия Цуруми (Основная)                        | ∥  | Иокогама     |
| Мусаси-Сираиси    | 武蔵白石          | -               | (4.1)           |                                                | ∨  | Кавасаки     |
| Окава             | 大川              | 1.6             | 5.1             |                                                | ｜ | Кавасаки     |

## Подвижной состав

### Использующийся
- 205-1100 series (с 2003)

Составы серии 205-1100 являются модификацией используемых ранее составов серии 205-0. 3-вагонные составы ходят по всей линии.
Бывший 

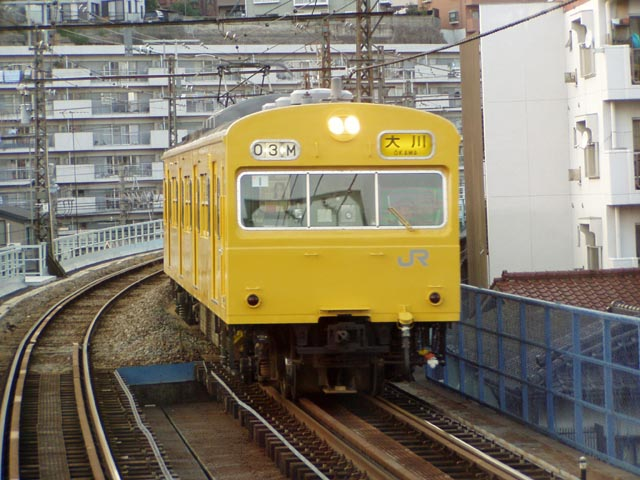
Состав серии 103 на линии Цуруми в 2003 году

- KuMoHa 12 (На ветке Окава, с декабря 1972 по Март 1996)
- 72 series (с 1972 по январь 1980)
- 101 series (с 1980 по март 1992)
- 103 series (со 2 августа, 1990 по 17 марта 2006)

Будущий

Зимой 2023 года плануруется замена старых поездов серии 205 на новые современные поезда серии Е131. Новые поезда серии Е131 будут иметь такой же цвет, что и у старых поездов серии 205. 